# Commanderie de Xugney
La commanderie de Xugney (ou Sugny) est une commanderie d'origine templière située dans le département des Vosges, en région Lorraine, à proximité de Charmes, sur le territoire de la commune de Rugney.

## Historique
À la suite du procès de l'ordre du Temple, la commanderie fut dévolue en 1314 aux Hospitaliers de l'ordre de Saint-Jean de Jérusalem et a eu quelquefois  un commandeur commun avec la commanderie de Libdeau. En 1630, le commandeur Charles de Lorraine a  mis en location ces deux commanderies pour un bail de six ans et fit de même pour la commanderie de Robécourt, exception faite des revenus de la commanderie de Norroy.
L'église de la commanderie est inscrite au titre des monuments historiques en 1926.

## Commandeurs
(la): « Preceptor domus Templi de Suniaci » ; (fro): « La mayson de Temple de Seugnez »
| Commandeur                                                                                               | Période                         |
| --- | ------------------------------- |
| fr. Pierre (Petrus de Suigneis, de Suineis)                                                              | Templiers 1173,                 |
| fr. Dominique                                                                                            | Templiers 1231                  |
| ... | ...                             |
| fr. Jean Henri, commandeur de Xugney et de Vieil-Aître                                                   | Hospitaliers 1373               |
| fr. Ferry de Lunéville, Bâtard de Charles II de Lorraine                                                 | Hospitaliers 1459,              |
| fr. Lebeuf de Guyonville (?-1557)                                                                        | Hospitaliers av. 1534           |
| fr. Jean de Choiseul du Plessis-Praslin, † siège de Malte (1565)                                         | Hospitaliers 1534-1565          |
| Guy de Mandres, commandeur de Xugney et Libdeau                                                          | Hospitaliers 1607               |
| Charles de Lorraine, commandeur de Robécourt, Norroy, Xugney, Libdeau et Vieil-Aître                     | Hospitaliers 1630,              |
| fr. Gabriel de Ligniville-Tantonville                                                                    | Hospitaliers 1649               |
| Pierre Pons de Rennepont, commandeur de Xugney et de Libdeau                                             | Hospitaliers 1656               |
| Charles Descrots-Duchon, commandeur de Thors et de Xugney Receveur-général au grand prieuré de Champagne | Hospitaliers 1673-1674          |
| Gaspard de Pernes, commandeur de Xugney et de Libdeau                                                    | Hospitaliers 1675, 1682, ✝ 1690 |
| Charles de Certaines de Villemolin (1633-1716)                                                           | Hospitaliers 1694-1695          |
| Louis Descrot-Duchon, commandeur de Toul, Xugney et Libdeau                                              | Hospitaliers 1711-1714          |
| Bailli Claude de Thyard de Bissy                                                                         | Hospitaliers 1722-1736          |
| Blaise-Léopold le Preudhomme de Fontenoy, commandeur de Toul et de Xugney                                | Hospitaliers 1739,              |
| M. de Vagny                                                                                              | Hospitaliers 1740,              |
| Bailli de Bissy                                                                                          | Hospitaliers 1740-1746          |
| Louis-Robert de Bermondes, commandeur de Toul, Xugney et Libdeau                                         | Hospitaliers 1754-1763          |

## La chapelle

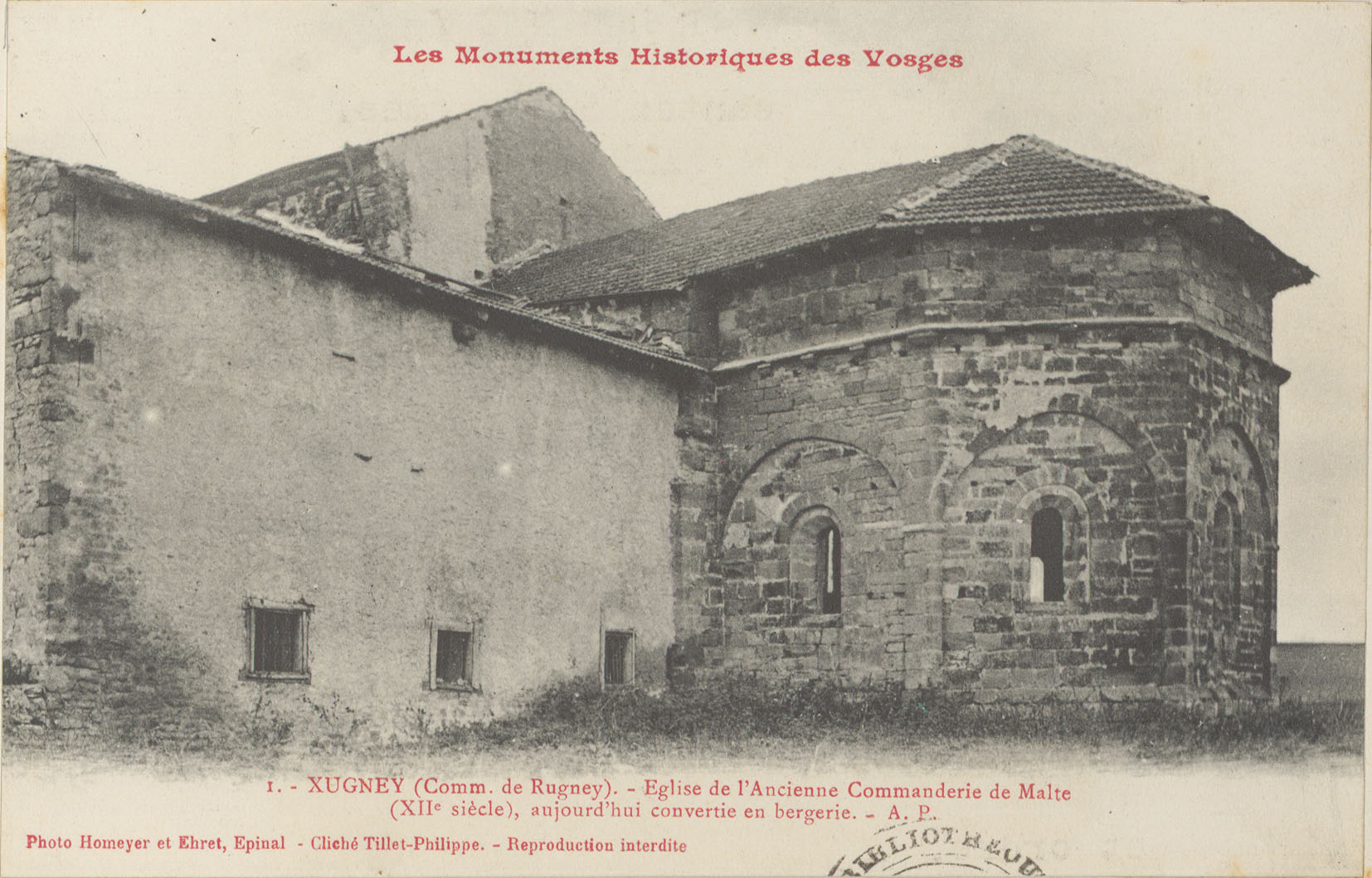
Chapelle Saint-Jean-Baptiste.